# Поллак, Рейчел
Ре́йчел По́ллак (англ. Rachel Pollack; 17 августа 1945, Бруклин, Нью-Йорк, США — 7 апреля 2023) — американская писательница, поэтесса, художница, таролог.

## Творчество
Автор рассказов и более тридцати книг в жанре научной фантастики, фэнтези, комиксов и посвященных Таро.
Удостоена многочисленных наград. Её роман «Крестная Ночь» (англ. Godmother Night) в 1997 году получил Всемирную премию в жанре фэнтези (WFA), в 1994 году за «Временное агентство» (Temporary Agency) удостоена премии Небьюла за лучший роман, а более ранний роман Р. Поллак «Огонь неугасимый» (Unquenchable Fire) — премии Артура Кларка.

## Тарология
Более сорока лет посвятила изучению и практике духовных и эзотерических традиций, преподаванию, гаданию и написанию книг о Таро. Пользуется всемирным авторитетом, как специалист по современной интерпретации карт Таро. Девятнадцать лет прожила в Амстердаме, где вела мастер-классы и курсы по изучению карт Таро.
Её библиография насчитывает двенадцать работ, посвящённых Таро, и в том числе «Семьдесят восемь ступеней мудрости», часто именуемой «библией таролога», «Мудрость Таро. Духовные учения и глубинные значения карт» Архивная копия от 4 марта 2016 на Wayback Machine и др.
Книги Р. Поллак переведены на четырнадцать языков мира, в том числе на русский.
Как художница известна авторством новой колоды «Таро Сияющего Племени» (Shining Tribe Tarot).
Умерла 7 апреля 2023 года.